# أوفي بيخ
أوفي بيخ (بالدنماركية: Uffe Manich Bech)‏ (13 يناير 1993 كوبنهاغن الدنمارك - ) هو لاعب كرة قدم دانمركي، يلعب كمهاجم، شارك في كرة القدم في الألعاب الأولمبية الصيفية 2016.

## مسيرته

### مسيرته مع المنتخبات الوطنية
- 2008 - 2009 لعب مع منتخب الدنمارك تحت 17 سنة لكرة القدم 7 مباريات سجل خلالها 3 أهداف.
- 2009 - 2010 لعب مع منتخب الدنمارك تحت 17 سنة لكرة القدم 10 مباريات سجل خلالها 6 أهداف.
- 2010 - 2010 لعب مع منتخب الدنمارك تحت 19 سنة لكرة القدم 4 مباريات سجل خلالها هدف.
- 2010 - 2012 لعب مع منتخب الدنمارك تحت 19 سنة لكرة القدم 12 مباراة سجل خلالها 3 أهداف.
- 2012 - 2012 لعب مع منتخب الدنمارك تحت 19 سنة لكرة القدم 3 مباريات سجل خلالها هدف.
- 2012 - 2012 لعب مع منتخب الدنمارك تحت 20 سنة لكرة القدم 3 مباريات سجل خلالها هدف.
- 2012 - 2015 لعب مع منتخب الدنمارك تحت 21 سنة لكرة القدم 9 مباريات سجل خلالها هدفين.
- 2013 - 2015 لعب مع منتخب الدنمارك تحت 21 سنة لكرة القدم 5 مباريات سجل خلالها هدف.

### مسيرته مع الأندية
- 2008 - 2008 لعب مع منتخب الدنمارك تحت 16 سنة لكرة القدم 7 مباريات سجل خلالها 3 أهداف.
- 2010 - 2011 لعب مع منتخب الدنمارك تحت 18 سنة لكرة القدم 4 مباريات سجل خلالها هدف.
- 2010 - 2013 لعب مع نادي لينغبي 41 مباراة سجل خلالها 7 أهداف.
- 2013 - 2015 لعب مع نادي نوردشيلاند 43 مباراة سجل خلالها 14 هدف.

## روابط خارجية
- أوفي بيخ على موقع قاعدة بيانات كرة القدم.إي يو (الإنجليزية)
- أوفي بيخ على موقع ناشيونال فوتبول تيمز (الإنجليزية)
- أوفي بيخ على موقع Soccerway.com (الإنجليزية)
- أوفي بيخ على موقع عالم كرة القدم.نت (الإنجليزية)
- أوفي بيخ على موقع AS.com (الإسبانية)